# Barão de Palme
Barão de Palme é um título nobiliárquico criado por D. Maria II de Portugal, por Decreto de 2 de Junho de 1851, em favor de José Maria da Fonseca Moniz.
Titulares
1. José Maria da Fonseca Moniz, 1.º Barão de Palme;
2. Gertrudes Ermelinda Leite da Fonseca Moniz, 2.ª Baronesa de Palme.

Após a Implantação da República Portuguesa, e com o fim do sistema nobiliárquico, usaram o título: 
1. José Cardoso Moniz, 3.° Barão de Palme;
2. António Ressano Garcia Cardoso Moniz, 4.° Barão de Palme.